# Paraú
Paraú este un oraș în statul Rio Grande do Norte (RN), Brazilia.